# AUKUS
AUKUS ili Aukus (kratica od naziva država članica na eng. Australia, United Kingdom, United States) je trojni vojno-sigurnosni pakt između anglosaksonskih država: Australije, Velike Britanije i Sjedinjenih Američkih Država, potpisan 15. rujna 2021.
U sklopu novog pakta, Australija koja posjeduje velike zalihe uranija će uz tehnologiju SAD-a i Britanije graditi novu flotu podmornica na nuklearni pogon dok će Sjedinjene Države i Ujedinjeno Kraljevstvo pomoći Australiji u tehničkom razvoju i razmještanju podmornica, čime će se povećati zapadna vojna prisutnost u pacifičkoj regiji. Iako u zajedničkom priopćenju australskog premijera Scotta Morrisona, britanskog premijera Borisa Johnsona i američkog predsjednika Joea Bidena poimence nije spomenuta nijedna druga država, anonimni izvori iz Bijele kuće izjavili su da je osmišljena tako da se suprotstavi utjecaju Narodne Republike Kine u indo-pacifičkoj regiji. Tim povodom američki predsjednik Joe Biden je prigodom virtualnog zajedničkog predstavljanja novog trojnog pakta izjavio:

Povod sporazuma gotovo je sigurno rastući sigurnosni pritisak Kine na Južno kinesko more u kojem Peking otvoreno svojata brojne otoke protivno međunarodnom pravu. Ugovor je okarakteriziran kao nasljednik postojećeg pakta ANZUS između Australije, Novog Zelanda i SAD-a, s tim da je Novi Zeland navodno "izostavljen" zbog zabrane nuklearne energije na svom području, ali o tome nije dano službeno priopćenje.
Vojni sporazum pokriva ključna područja kao što su umjetna inteligencija, kibernetički rat, podvodne sposobnosti i sposobnosti dalekometnih udara. Također uključuje nuklearnu komponentu, vjerojatno ograničenu na Sjedinjene Države i Ujedinjeno Kraljevstvo koje posjeduju takve sustave. Sporazum će se usredotočiti na vojne sposobnosti, odvajajući ga od saveza za razmjenu obavještajnih podataka Five Eyes (savez za obavještajnu razmjenu podataka i suradnju sigurnosnih agencija koji obuhvaća Australiju, Kanadu, Novi Zeland, Ujedinjeno Kraljevstvo te Sjedinjene Američke Države).
Australski premijer Scott Morrison naglasio je prilikom predstavljanja pakta kako će australske podmornice biti na nuklearni pogon, no da neće biti naoružane nuklearnim bojnim glavama te posebno istaknuo kako Australija nema nikakve ambicije postati nuklearna sila, niti vojna, niti civilna.

### Trenutačne članice
- Australija
- Ujedinjeno Kraljevstvo
- SAD

## Međunarodne reakcije
- - Stvaranje novog vojnog pakta izazvalo je žestoku reakciju Kine koja je burno reagirala na objavu sklapanja pakta. Glasnogovornik kineskog ministarstva vanjskih poslova Zhao Lijian optužio je anglosaksonsku trojku za ozbiljno urušavanje regionalnog mira i stabilnosti, ubrzavanje utrke u naoružanju i urušavanje međunarodnih napora za suzbijanje nuklearnog naoružanja.

- EU - Novi pakt nije razbjesnio samo Kinu, koja se smatra njegovom izravnom metom, već i Francusku,[4] koja je u njemu ispala kolateralna žrtva. Australija je zbog AUKUS-a odlučila raskinuti postojeći ugovor koji je imala s Francuskom za gradnju dizelskih podmornica, vrijedan 40 milijardi dolara. Francuska je odgovorila trenutačnim opozivom svojih veleposlanika u SAD-u i Australiji te otkazivanjem sastanka ministara obrane Francuske i Britanije. Ministri vanjskih poslova EU izrazili su potporu i solidarnost s Francuskom tijekom sastanka u New Yorku organiziranog zbog odustajanja Australije od ugovora s Parizom za nabavu podmornica vrijednog 40 milijardi dolara nakon postizanja sporazuma sa SAD-om i Britanijom. Visoki predstavnik Europske Unije za vanjsku politiku i sigurnost Josep Borrell je na presici nakon sastanka održanog iza zatvorenih vrata i na marginama Opće skupštine UN-a u New Yorku izjavio da je potrebno više suradnje, koordinacije a manje podjela kako bi se postigli mir i stabilnost u indo-pacifičkoj regiji, gdje je Kina sila u usponu. Predsjednik Europskog vijeća Charles Michel naglasio je da mu je vrlo teško shvatiti potez Australije, Britanije i SAD-a.